# التواء هنلي
عروة هنلي أو التواء هنلي هو جزء من الوحدة الأنبوبية الكلوية أو ما يسمى النيفرون متصل بالأنابيب الملتوية القريبة والأنابيب الملتوية البعيدة تساعد في تمرير الفضلات عبرها وامتصاص المواد المفيدة بعد تصفية الدم من كل ما فيه يمر خليط المواد عبر انحناء هنلي ويتم امتصاص المواد المفيدة وترك الضار يمر حتى يصل إلى الأنبوب الجامع الذي يجمعها ويمررها إلى حوض الكلية. تم تسميتها على اسم مكتشفها، عالم التشريح الألماني فريدرش غوستاف ياكوب هنلي، الوظيفة الرئيسية لعروة هينلي هي إنشاء تدرج تركيز في لب الكلية عن طريق نظام تضاعف التيار المعاكس، الذي يستخدم مضخات الشوارد، تخلق عروة هنلي منطقة ذات تركيز عالي من اليوريا عميقًا في لب الكلية، بالقرب من القناة الحليمية في نظام القنوات الجامعة. يتدفق الماء الموجود في المرشح في القناة الحليمية عبر قنوات أكوابورين خارج القناة، متحركًا بشكل سلبي أسفل تدرج تركيزه. تعمل هذه العملية على إعادة امتصاص الماء وإنشاء بول مركز.

## البُنْيَة
يمكن تقسيم عروة هنلي إلى أربعة أجزاء:
1. طرف نازل رفيع من عروة هنلي ذو نفاذية منخفضة للأيونات واليوريا، بينما يكون نفاذاً جداً للماء.
2. طرف صاعد رقيق من عروة هنلي غير مُنفذ للماء، لكنه منفذ للأيونات.
3. طرف صاعد سميك من عروة هنلي، يُعيد امتصاص الصوديوم، والبوتاسيوم، والكلور من البول عن طريق النقل النشط الثانوي بواسطة ناقل مشترك (NKCC2)Na-K-Cl cotransporter بحيث يؤدي التدرج الكهربائي إلى زيادة امتصاص الصوديوم، والمغنيزيوم والكالسيوم
4. طرف صاعد قشري سميك الذي يفرغ البول في الأنبوبة الملتوية البعيدة.[3]

لا يشير المصطلحان «السميك» و «الرقيق» إلى حجم الأنبوبة، ولكن إلى حجم الخلايا الظهارية.
تسمى هذه العروة أحيانًا بعروة النيفرون.

## الإمداد بالدم
يتم تزويد عروة هنلي بالدم في سلسلة من الشعيرات الدموية المستقيمة المنحدرة من الشرايين القشرية الصادرة. هذه الشعيرات الدموية (تسمى الأوعية المستقيمة) التي لديها أيضًا آلية مضاعفة معاكسة تمنع انجراف المواد المذابة من اللب، وبالتالي الحفاظ على تركيز اللب. نظرًا لأن الماء يتم دفعه تناضحيًا من الطرف النازل إلى النسيج الخلالي، فإنه يدخل بسهولة في الشعيرات الدموية. يتيح تدفق الدم المنخفض عبرالشعيرات الدموية المستقيمة وقتًا للموازنة التناضحية، ويمكن تغييره عن طريق تغيير مقاومة الشرايين الصادرة في الأوعية.
وبما أن الدم في الشعيرات الدموية المستقيمة ما زال يحتوي على بروتينات وأيونات كبيرة لم يتم تصفيتها من خلال الكبيبة. فالأيونات تدخل الشعيرات الدموية المستقيمة من النسيج الخلالي بفعل الضغط التناضحي الغرواني.

## فيزيولوجيا
تستقبل الحلقة النازلة لهنلي سائل متساوي التوتر (300 ملي أسمول/لتر) من الأنبوبة الملتوية القريبة. السائل متساوي التوتر لأنه عندما يتم امتصاص الأيونات بواسطة نظام الوقت المتدرج، يتم أيضًا إعادة امتصاص الماء للحفاظ على الأسمولية للسائل في الأنبوبة الملتوية القريبة. تشمل المواد المعاد امتصاصها اليوريا والماء والبوتاسيوم والصوديوم والكلور والغلوكوز والأحماض الأمينية واللاكتات والفوسفات والبيكربونات. نظرًا لأنه يتم أيضًا إعادة امتصاص الماء، فإن حجم السائل في حلقة هنلي أقل مما كان في الأنبوبة الملتوية القريبة أي ما يقرب من ثلث الحجم الأصلي.
يزداد النسيج الخلالي للكلية في الأسمولية بالخارج حيث تنخفض في عروة هنلي من 600 ملي أسمول/ لتر في اللب الخارجي للكلية إلى 1200 ملي أسمول/ لتر في اللب الداخلي.
الجزء الهابط قابل للنفاذ للغاية للماء وأقل نفاذية للأيونات، لذلك يمكن إعادة امتصاص الماء بسهولة هنا.
يتم فقدان 300 ملي أسمول/ لتر ما بين النسيج الخلالي والعروة فيما يصل إلى أقصى حد له في التركيز داخل العروة المتموضعة باللب السفلي للكلية. تمثل هذه المنطقة أعلى تركيز في النيفرون، كما يمكن لقناة التجميع أن تصل إلى نفس التوتر تحت تأثير هرمون الفازوبرسين (الهرمون المضاد لإدرار البول)ADH.
يتلقى الطرف الصاعد لعروة هنلي حجمًا أقل من السائل وله خصائص مختلفة مقارنة بالطرف النازل. في الجزء الصاعد، تصبح العروة غير منفذة للماء فيما يعاد امتصاص الأيونات بسهولة عبر متماثلNa-K-2Cl ومضاد Na-H
يصبح التركيز منخفض التوتر أكثر فأكثر حتى يصل إلى حوالي 100-150 ملي أسمول/ لتر. يُطلق على الطرف الصاعد أيضًا اسم الجزء المخفف من النيفرون نظرًا لقدرته على تخفيف السائل في العروة من 1200 ملي أوسمول/ لتر إلى 100 ملي أسمول/ لتر.
يعتبر تدفق السائل عبر العروة بأكملها بطيئًا. فمع زيادة التدفق، تقل قدرة العروة على الحفاظ على التدرج الأسمولي. للشعيرات الدموية المستقيمة تدفق بطيء أيضًا. تؤدي الزيادات في تدفق الشعيرات الدموية المستقيمة إلى إزالة المستقلبات وتسبب في فقدان اللب للأسمولية أيضًا مما يؤدي إلى تعطيل قدرة الكلى على تكوين بول مركز.
بشكل عام، تمتص العروة حوالي 25٪ من الأيونات المفلترة و 20٪ من الماء المصفى في الكلى الطبيعية. هذه Na+ و Cl− و K+ و Ca2+ و HCO3−الأيونات هي في الغالب قوة الطاقة المحركة لكل الأيونات والتي تحافظ على تركيزها داخل الخلايا هي القناة المتواجدة على الغشاء الجانبي للخلايا الأنبوبة Na / K ATPase من خلال متماثل على الغشاء اللمعي، يدخل الصوديوم إلى الخلايا بشكل سلبي Na-K-2Cl ثم يقوم Na/K ATPase بضخ ثلاثة من أيونات الصوديوم في السائل المحيطي و 2 من البوتاسيوم في الخلية على الجانب غير المقابل للسائل من الخلية. هذا يعطي تجويف السائل في الحلقة شحنة موجبة بالمقارنة ويخلق تدرجًا في تركيز الصوديوم، وكلاهما يدفع المزيد من الصوديوم إلى الخلية عبر مضادNa-H يأتي أيون الهيدروجين للمضاد من إنزيم الأنهيدراز الكربوني، الذي يأخذ الماء وثاني أكسيد الكربون ويشكل بيكربونات وأيون هيدروجين. يتم تبادل أيون الهيدروجين للصوديوم في السائل الأنبوبي لعروة هنلي.